# Свети Никола (Гиновци)
Вижте пояснителната страница за други значения на Свети Никола.
„Свети Никола“ (на македонска литературна норма: „Свети Никола“) е поствизантийска православна гробищна църква в кривопаланското село Гиновци, североизточната част на Република Македония. Част е от Кумановско-Осоговската епархия на Македонската православна църква. Обявена е за паметник на културата.
Църквата е гробищен храм. Датира се в края на XVI – първото десетилетие на XVII век според характеристиките на запазената живопис. Забележително е изображението на Свети Йоаким Сарандапорски до Света Петка. В изображенията на Великите празници е добавен и по един пророк, предсказал събитието.